# Ukrajinské baroko

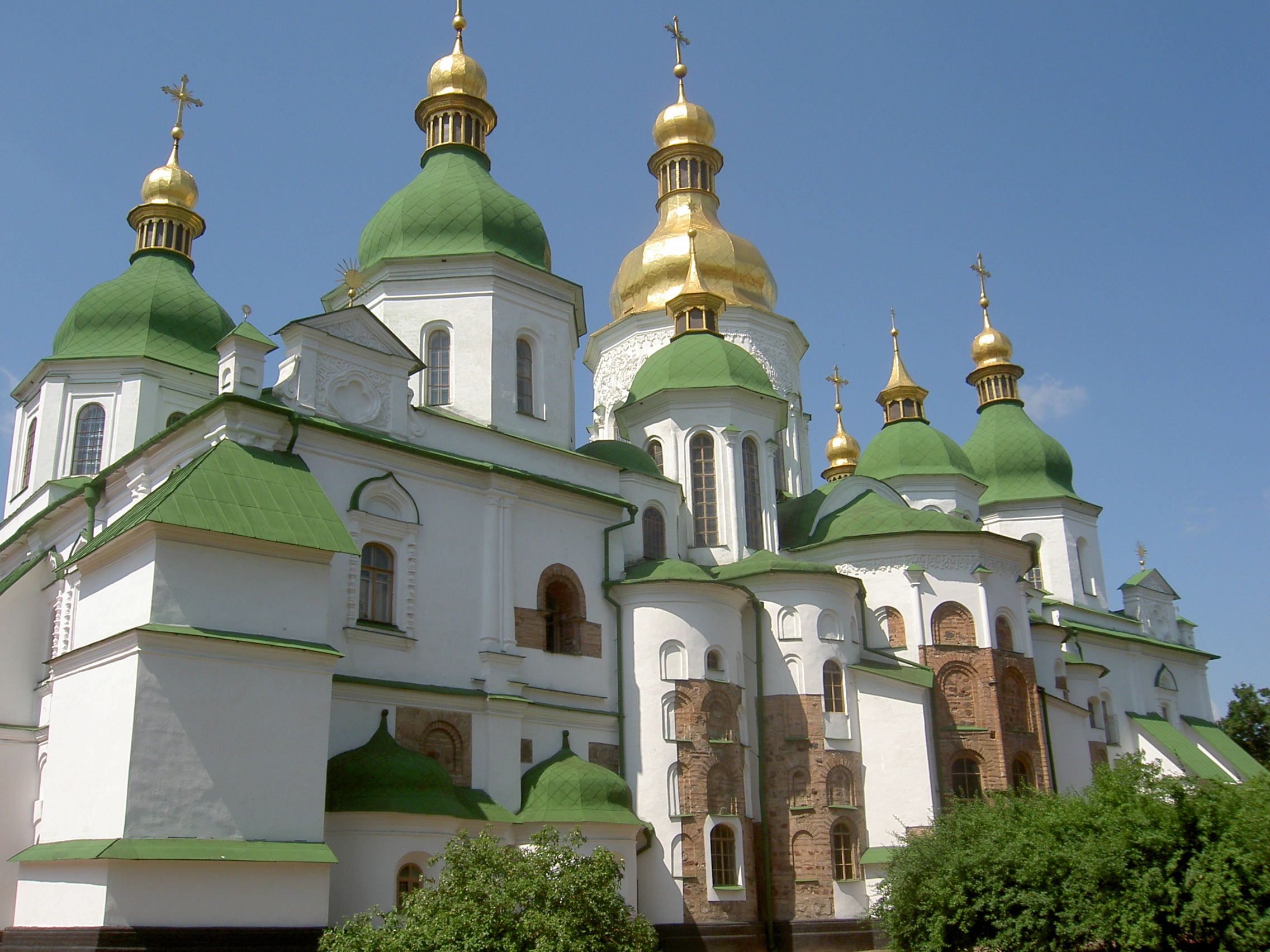
Chrám sv. Sofie v Kyjevě byl v letech 1685–1707 přestavěn ve slohu ukrajinského baroka

Ukrajinské baroko, někdy též zvané kozácké baroko, je umělecký sloh, který vznikl v době kozáckého Hejtmanátu v 17. století v části dnešní Ukrajiny.
Ukrajinské baroko se odlišilo od baroka v ostatních částech Evropy zejména méně monumentální výzdobou a jednoduššími formami. Bylo taktéž výrazně ovlivněno ukrajinskou a kyjevoruskou tradicí. V oblasti architektury bylo mnoho staveb přestavěno do tohoto slohu či nově vystavěno. Mnoho staveb se ve své tehdejší podobě zachovalo do dnešních dní. Významnými památkymi tohoto směru jsou např. chrám sv. Žofie a chrám sv. Michaela v Kyjevě, komplex Kyjevskopečerské lavry či Pokrovský chrám v Charkově.
Ukrajinské baroko bývá též nazýváno Mazepinské baroko, podle hejtmana a mecenáše řády především církevních staveb Ivana Mazepy, za jehož správcovaní tento sloh na Ukrajině vzkvétal.